# Qasr al-Yahoud
Qasr al-Yahoud (en arabe قصر اليهود, littéralement « le château des Juifs » ou « la traversée des Juifs ») se trouve sur le cours inférieur du Jourdain, à l'est de la ville de Jéricho au sud du pont Allenby. Le Jourdain est à cet endroit une étroite rivière séparant le territoire palestinien de Cisjordanie (rive occidentale) occupé par Israël, de la Jordanie (rive orientale).

## Histoire
Selon la tradition juive, les Enfants d'Israël ont ici traversé le Jourdain pour entrer en Terre d'Israël.

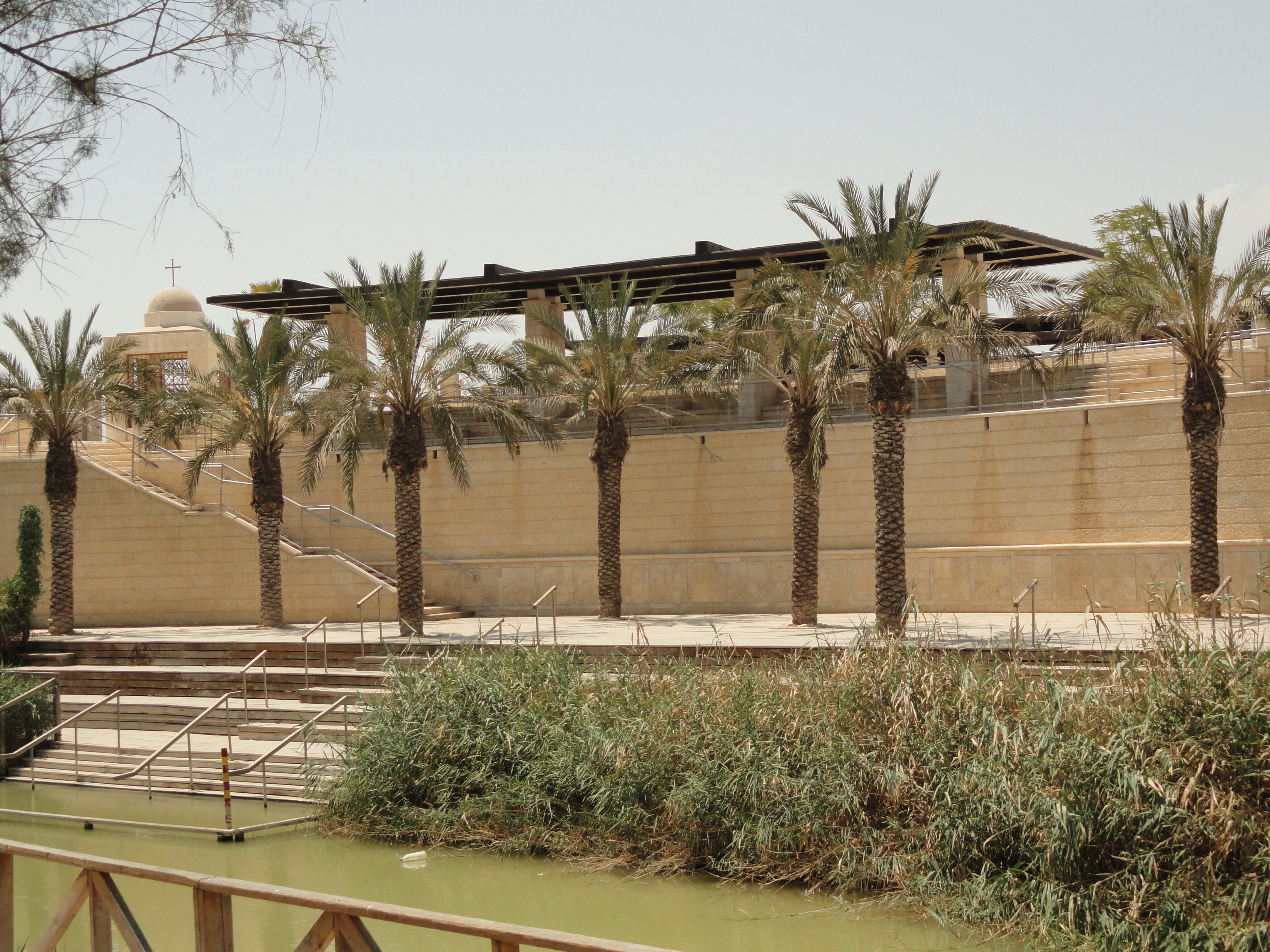
Le site baptismal de Qasr al-Yahoud.

Selon la tradition chrétienne, Al-Maghtas, en face de Qasr al-Yahoud sur la rive orientale du Jourdain, serait le Béthanie-au-delà-du-Jourdain de l'évangile selon Jean, c'est-à-dire le lieu où Jean le Baptiste a baptisé Jésus. 

Le site a été conquis par Israël pendant la guerre des Six Jours. Ses habitants ont été évacués et il semble que le site, frontalier de la Jordanie, ait été miné. Le site est resté complètement fermé aux visiteurs pendant plusieurs années. Un projet de restauration a été prévu par le gouvernement israélien avant les célébrations du second millénaire, mais a été retardé par la Seconde Intifada et des inondations sur le site en 2003. 

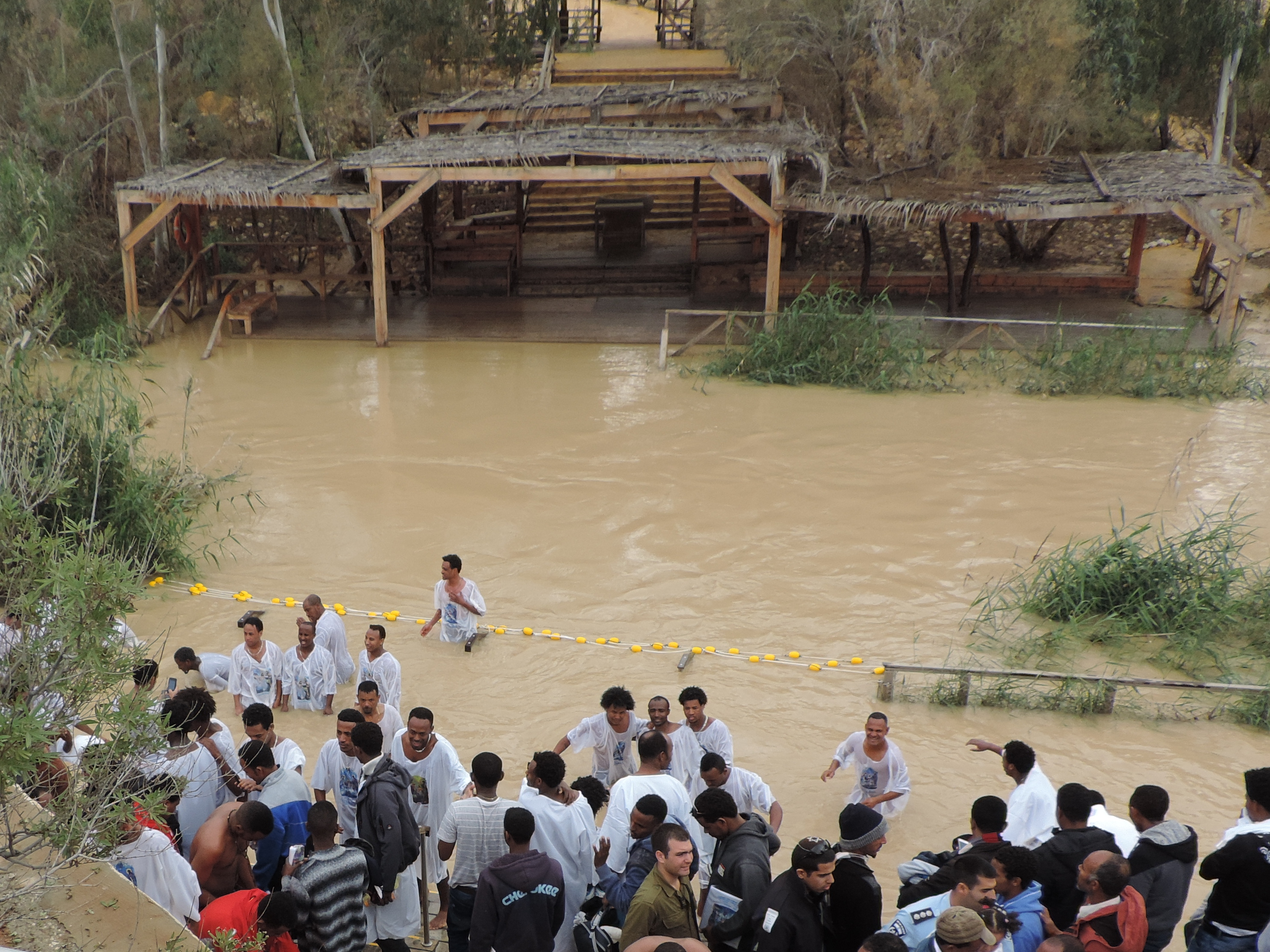
Cérémonie de baptême sur le site.

Le site de Qasr al-Yahoud, situé dans une zone militaire entourée de champs de mines, a été réaménagé et ouvert en 2011 par le ministère israélien du tourisme pour faciliter les visites des pèlerins, avec notamment l'installation de zones ombragées pour les sessions de prière et la construction de rampes en bois s'avançant dans le Jourdain pour permettre aux pèlerins d'accéder plus facilement aux eaux du baptême. L'ensemble est dirigé par la Direction de la Nature et des Parcs d'Israël.
En 2019, la zone près du site a été déminée par l’ONG Halo Trust.